# Esther Casares Quiroga
Esther Casares Quiroga (Madrid, 7 de julio de 1910 - México, 15 de enero de 1969) fue una exiliada española, represaliada por la dictadura franquista. Hija primogénita de Santiago Casares Quiroga, sufrió represión hasta 1955 por ser hija y esposa de políticos republicanos. Estaba casada con  Enrique Varela Castro, que fue secretario de Santiago Casares Quiroga y posteriormente de Manuel Azaña.

## Primeros años
Esther Casares fue fruto de una relación esporádica de Santiago Casares Quiroga siendo estudiante de Derecho. Se cree, sin poder confirmarlo, que la madre fue la dueña de la pensión donde se hospedaba, pero el hecho insólito fue que Casares Quiroga reconoció a la niña y se la llevó a La Coruña, donde fue criada por un matrimonio amigo, que fueron sus padrinos.
Como era bastante habitual en las clases altas de la época, Esther Casares fue enviada a un internado en Versalles, para estudiar en París en el Liceo Víctor-Duruy.
Tras el matrimonio de su padre con Gloria Pérez Corrales en 1920, Esther volvió de París y se incorporó a la familia de su padre. En 1922 nació su hermana, la actriz María Casares. Entre Esther Casares y su madrastra siempre hubo una gran complicidad.

## Traslado a Madrid y matrimonio
Cuando Santiago Casares Quiroga fue nombrado ministro de Marina, toda la familia se trasladó a Madrid, y en esa ciudad, en el monasterio de los Jerónimos, se casó, el 3 de julio de 1931, Esther Casares Quiroga con Enrique Varela Castro, capitán de caballería. Al año siguiente, el 1 de abril de 1932 nació su hija María Esther Varela Casares, conocida familiarmente como Cuca.

## La Guerra Civil y la represión posterior
Enrique Varela Castro fue secretario de su suegro y posteriormente de Manuel Azaña. En julio de 1936, la familia Varela Casares estaba de vacaciones en el chalet familiar de Bayobre, donde los sorprendió la rebelión. Varela consiguió pasar a la zona republicana, pero Esther fue apresada, sin que hubiera ningún cargo contra ella, el día 2 de septiembre en Miño y enviada a Ferrol. Se publicó, entonces, una nota oficial en prensa en la que se decía que sería liberada cuando o bien su padre o bien su marido se presentaran a recogerla. Más tarde será enviada a la prisión de la Coruña donde permanecerá buena parte de la guerra, pese a estar enferma de tuberculosis.
Finalizada la guerra, Esther debió presentarse dos veces al día en la Capitanía Militar, tuvo controlada la correspondencia y siempre fue objeto de vigilancia policial. Su hija y ella solo contaron con la ayuda de algunos viejos amigos del padre, entre ellos el doctor Enrique Hervada. Pese a los numerosos esfuerzos llevados a cabo por vía diplomática tanto por Enrique Varela como por Santiago Casares, no lograron su liberación. Santiago Casares Quiroga no volvió a ver ni a su hija ni a su nieta.
En 1955, cinco años después de la muerte de Casares Quiroga, se las autorizó por fin a salir del país, y tras reunirse en París con su hermana María, llegaron a México donde se encontraba el marido.